# Nasenspülung

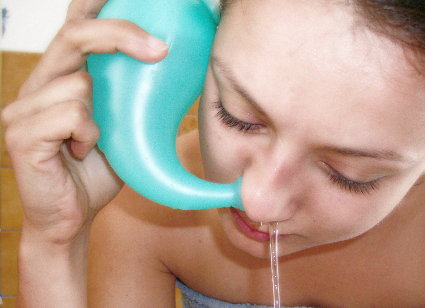
Die Jala Neti genannte Nasenspülung

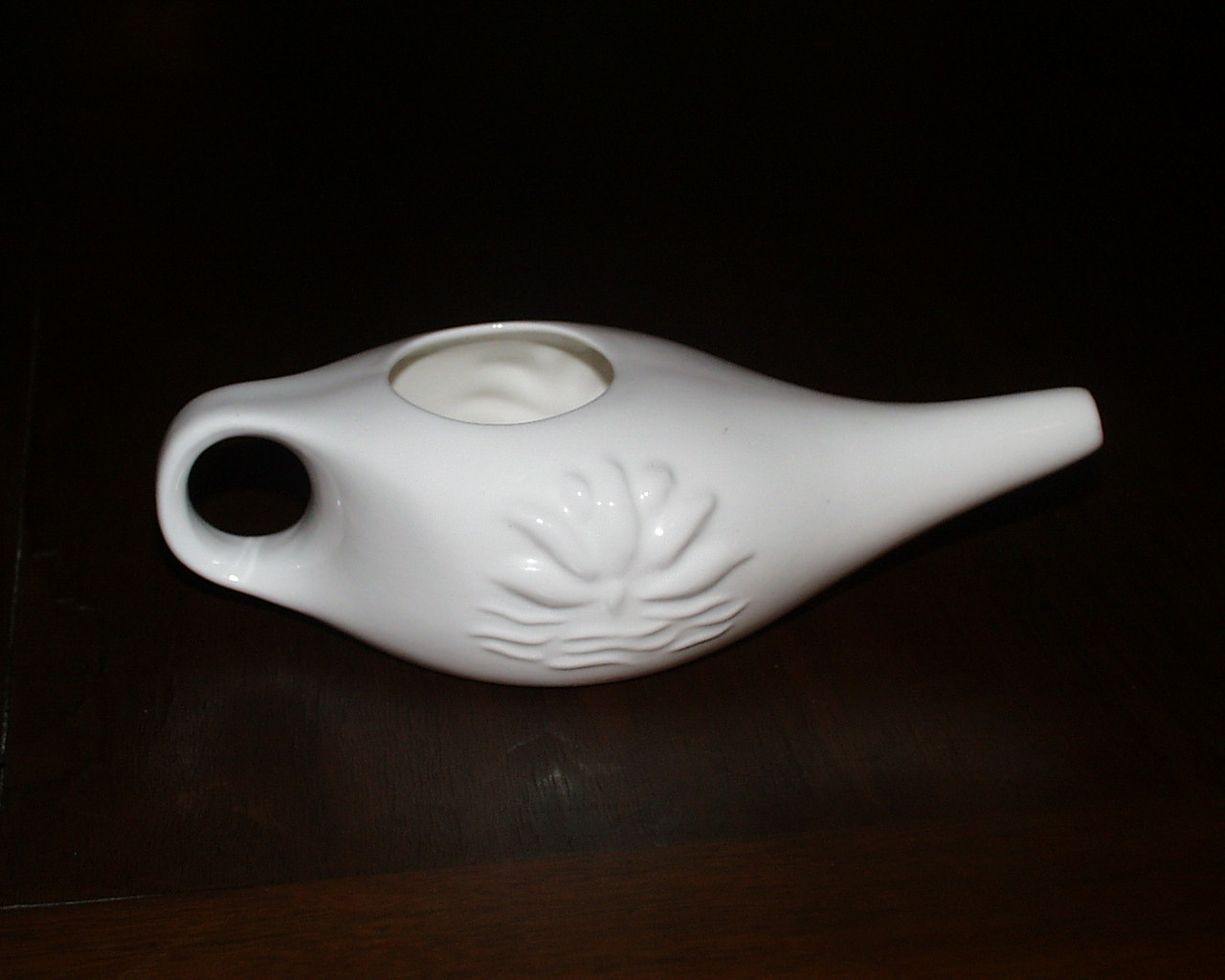
Eine Jala-Neti-Kanne

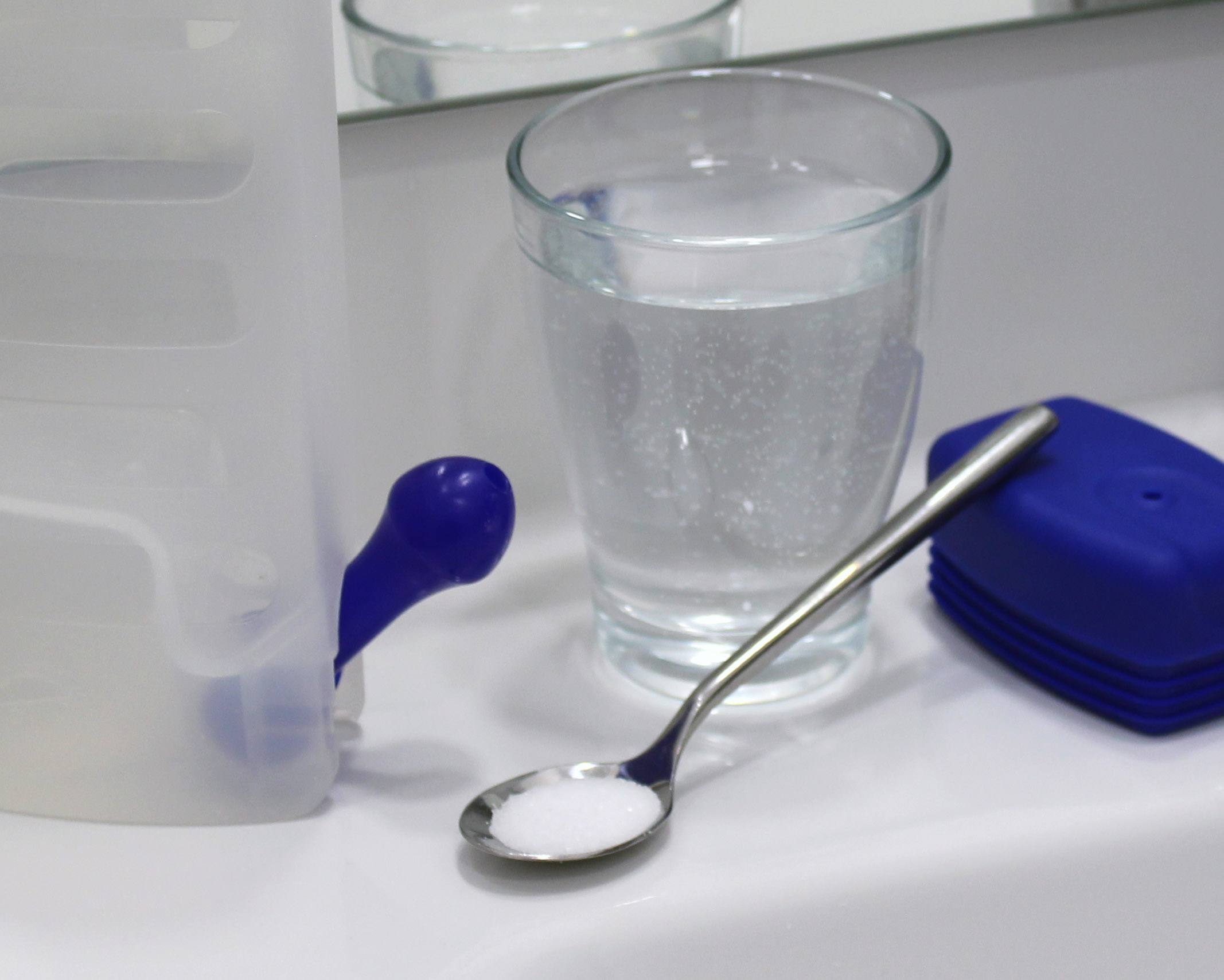
Zur Zubereitung einer isotonischen Kochsalzlösung für die Nasenspülung benötigt man ca. 250 ml lauwarmes abgekochtes Trinkwasser und einen halben gestrichenen Teelöffel Kochsalz

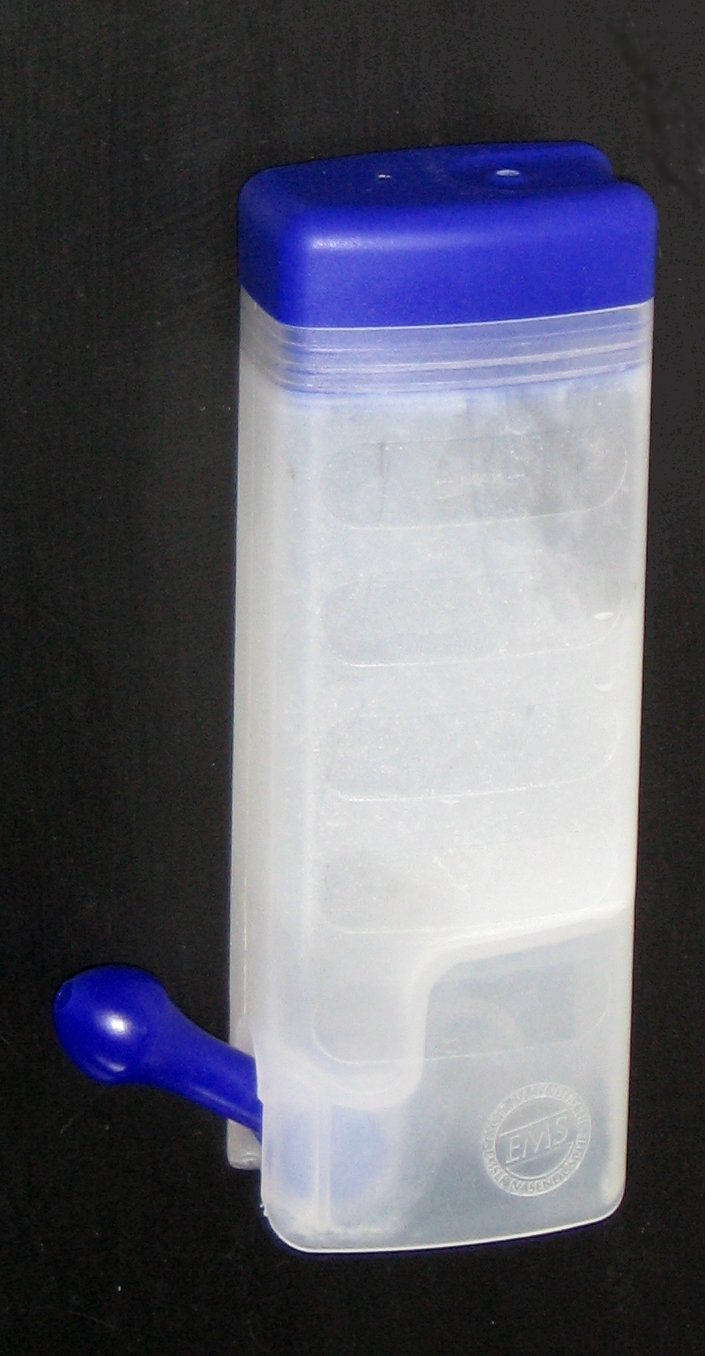
Typische in Apotheken erhältliche Nasendusche

Eine Nasenspülung oder Nasendusche ist das Einbringen einer größeren Menge wässriger Flüssigkeit (meist eine isotonische Kochsalzlösung) in den Nasenraum.
Nasenspülungen gelten landläufig als Hausmittel. Zur Wirksamkeit liegen Studien mit gegenläufigen Ergebnissen vor.

## Indikation
Die Rhinitis ist das klassische Anwendungsgebiet für die Nasenspülung. Einer Studie zufolge, bei der eine isotonische Salzlösung verwendet worden war, war bei Kindern dabei in der Akutphase einer Rhinitis das Ausmaß der Nasenschleimhautschwellung und der Nasensekretion im Vergleich zu einer Kontrollgruppe ohne Nasenspülung signifikant reduziert. In der Präventionsphase zeigten sich weniger Sekretion, Halsschmerzen und Husten, es mussten weniger fiebersenkende oder abschwellende Medikamente verwendet werden und zudem fielen signifikant weniger Krankheitstage an. Eine Studie aus Deutschland kommt bei Erwachsenen zu einem vergleichbaren Ergebnis.
Im Yoga dient die Nasenspülung als rituelle Reinigungstechnik unter dem Begriff Jala Neti (Sanskrit जल नेती jala netī) und soll die Nasen- und Nebenhöhlen reinigen.
Bei Infektionen im Bereich der Nase kann eine Nasenspülung grundsätzlich auch diagnostisch eingesetzt werden, um in der Spülflüssigkeit mögliche Erreger identifizieren zu können. Dies ist für die Diagnostik einiger viraler Erreger (beispielsweise Influenzaviren, Rhinoviren) die Methode mit der höchsten diagnostischen Treffsicherheit.

## Wirkmechanismus
Die Nasenspülung soll die mechanische Reinigungsfunktion des unter physiologischen Bedingungen vorhandenen geringen Flüssigkeitsstromes auf der Nasenschleimhaut (Flimmerepithel befördert Flüssigkeit und Partikel) ersetzen. Ist diese Reinigungsfunktion durch Trockenheit, Verschmutzung, Schleim oder als Folge einer Radiatio (Strahlentherapie) beeinträchtigt, so können Pathogene (z. B. Viren) leichter in die Zellen der Nasenschleimhaut eindringen und diese infizieren. Zudem soll die Nasenspülung die Aktivität des Flimmerepithels steigern. Auf diese Aktivität haben Faktoren wie natürliche Temperaturschwankungen im Jahresverlauf, Viren oder Noxen wie Metall-, Holz- oder auch andere Stäube Einfluss. Letztere können sogar zu einem Verlust der Zilien des Flimmerepithels führen. Im Stadium der Rekonvaleszenz nach einem viralen Infekt kann die Nasenspülung den dabei eingeschränkten Selbstreinigungsmechanismus der Nasenschleimhaut unterstützen. Als Spüllösung finden typischerweise isotone Salzlösungen mit einem Salzanteil von 0,9 %, das entspricht rund neun Gramm oder ca. zwei gestrichene Teelöffel Nasenspülsalz auf einen Liter Flüssigkeit, Verwendung.

## Studien zur Wirksamkeit
Studien im Sinne der evidenzbasierten Medizin ergaben, dass eine Wirksamkeit bezüglich akuter Symptome der Rhinitis (gewöhnlicher Schnupfen) und im Hinblick auf Vorbeugung (Prävention) gegeben ist. Es gibt aber auch Hinweise darauf, dass die dauerhafte und vorbeugende Nasenspülung den gegenteiligen Effekt haben kann: Eine Studie der American Academy of Allergy, Asthma and Immunology kam zu dem Ergebnis, dass bei Patienten, die ihre Angewohnheit des regelmäßigen Spülens der Nase aufgaben, die Häufigkeit wiederkehrender Entzündungen der Nasennebenhöhlen um 63 % sank.
Eine systematische Übersichtsarbeit der Cochrane Collaboration vom Juni 2018 kommt zum Schluss, dass Nasenspülungen die Symptome einer allergischen Rhinitis lindern könnten und Nebenwirkungen unwahrscheinlich seien. Die Wirkung von Nasenspülungen in Ergänzung zu einer medikamentösen Behandlung sei jedoch unklar und auch die Beurteilung als Ersatz zu einer solchen Behandlung sei nicht möglich. Insgesamt wird die Qualität der wissenschaftlichen Belege als niedrig bzw. sehr niedrig eingeschätzt.